# نفايات صناعية
النفايات الصناعية يقصد بها جمع النفايات أو المخلفات الناتجة عن كافة الأنشطة الصناعية والتحويلية أو الاستعمال لكل مركب مادي مصنع.

## أسباب انتشار النفايات
1 – سرعة التقدم الصناعي والتي لم يواكبها بنفس الدرجة
2 – عدم تطوير الطرائق السليمة للتخلص من النفايات الصناعية.
3 – نقص المسؤولية لدى أصحاب الصناعات مما يؤدي بهم إلى التخلص من النفايات بطرق غير سليمة.

## أنواع النفايات
وتنقسم النفايات من حيث خطورتها إلى نفايات حميدة ونفايات خطرة.
 1.النفايات الحميدة
ويقصد بالنفايات الحميدة: «مجموعة المواد التي لا يصاحب وجودها مشكلات بيئية خطيرة، ويسهل في الوقت ذاته التخلص منها بطريقة آمنة بيئياً»، وهي تشمل نفايات المصانع غير الخطرة.
2.النفايات الخطرة

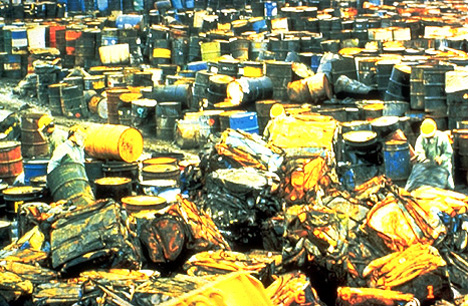
نفايات سامة

النفايات الخطرة فهي «النفايات التي تشتمل مكوناتها على مركبات معدنية ثقيلة أو إشعاعية أو أسبستوس أو مركبات فسفورية عضوية أو مركبات السيانيد العضوية أو الفينول أو غيرها». ويتولد معظم النفايات الخطرة من الصناعة، إضافة إلى محطات توليد الكهرباء بالطاقة النووية التي تعتبر من أكثر مصادر المخلفات النووية.
وتنقسم أيضا حسب الحالة إلى النفايات الصناعية السائلة، النفايات الصناعية الصلبة، النفايات الصناعية الغازية.
1- النفايات الصناعية السائلة (المرتبطة بالماء):

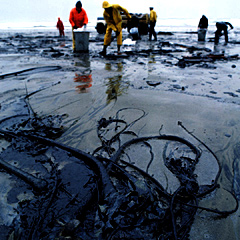
من إخطر النفايات السائلة هي المركبات النفطية

هي نواتج سائلة تتكون من خلال استخدام المياه في عمليات المختلفة للتصنيع أو بقايا مواد مصنعة مثل:الزيوت، مياه الصرف الصناعية وتلقى في المصبات المائية سواء على الأنهار أو البحار أو المحيطات.
2 - النفايات الصناعية الصلبة:

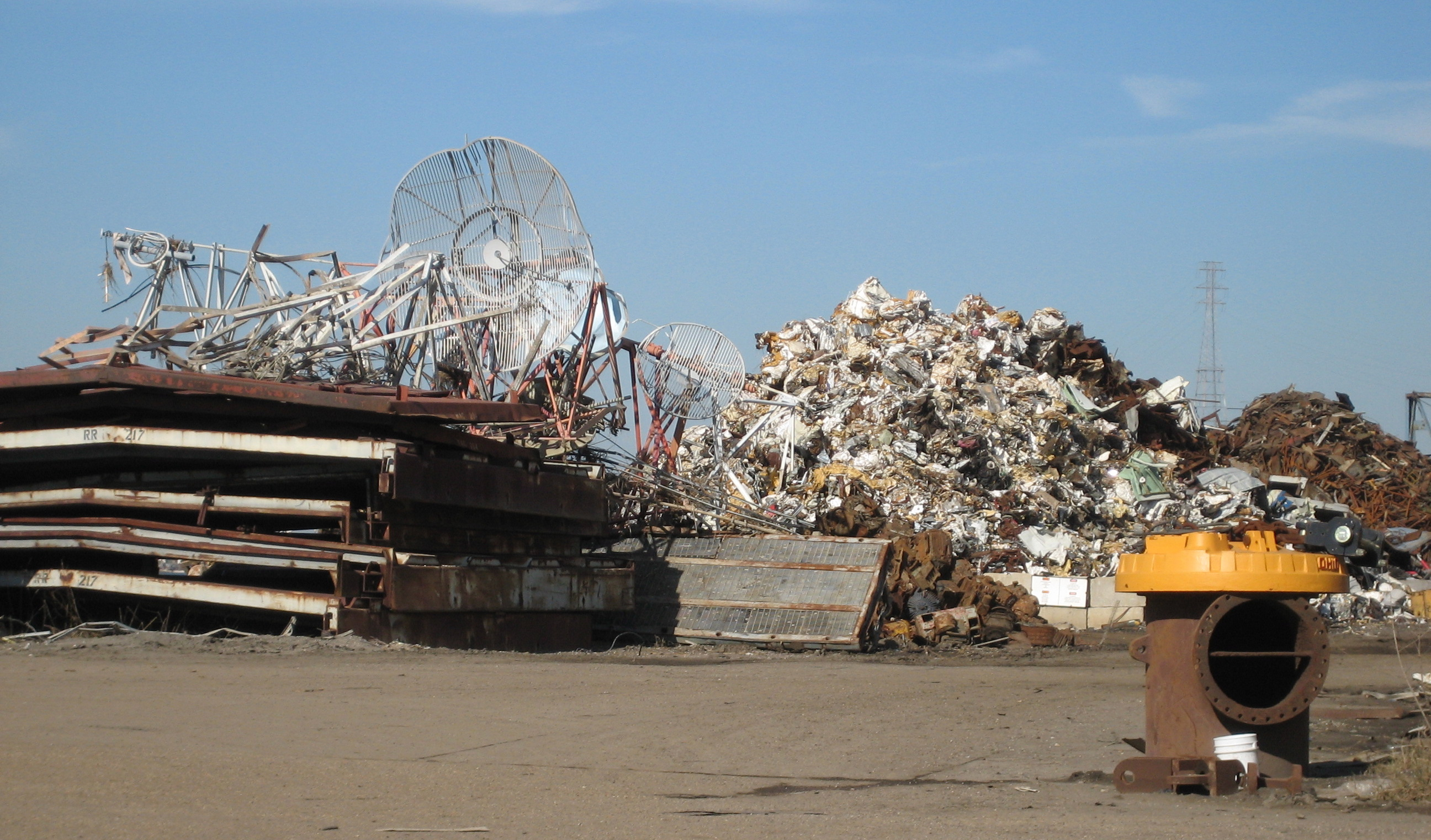
نفايات صناعية صلبة

هي المواد التي تنتج أثناء مراحل التصنيع وفق حلقة تهدف إلى تحويل المواد الأولية إلى مواد جاهزة كلما زادت مراحل التحويل اتسعت الحلقة وزادت كمية النفايات وتختلف كمية تركيز هذه النفايات حسب نوعية الصناعة المعنية.
أو هي المواد القابلة للنقل والتي يرغب مالكها بالتخلص منها أهم النفايات الناتجة عن الصناعة هي الأوحال الزيتية من عمليات إنتاج البترول.
3 - النفايات الصناعية الغازية (المرتبطة بالهواء):

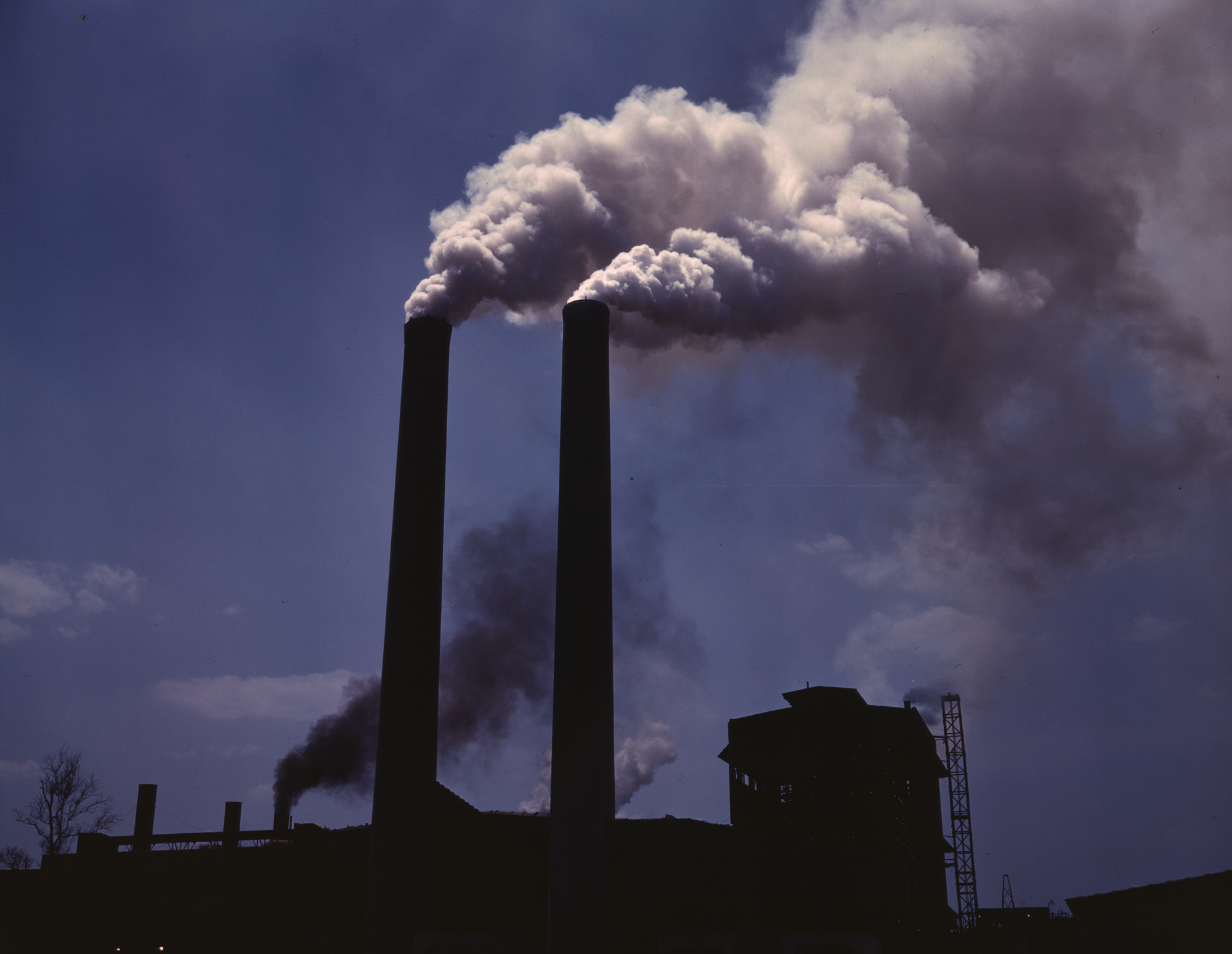
نفايات غازية تتمثل في الأبخرة السامة

هي الغازات أو الأبخرة الناتجة عن حلقات التصنيع والتي تنفث في الهواء الجوى من خلال المداخن الخاصة بالمصانع ومن بين تلك الغازات: أول أكسيد الكربون، وثاني أكسيد الكبريت، والأكسيد النيتروجينية، والجسيمات الصلبة العالقة في الهواء كالأتربة وبعض ذرات المعادن المختلفة.
4-النفايات المشعة:
هي المواد التي تحتوي على بعض النظائر المشعة الناتجة عن استخدام الطاقة النووية.

## النفايات الصناعية ومصادرها
| النفايات                                         | المصدر الصناعي                                    |
| مواد صلبة وسائلة                                 | مصانع تكرير البترول                               |
| أصباغ                                            | مصانع النسيج والكيماويات                          |
| مواد عضوية                                       | مصانع المعلبات ومدابغ الجلود ومصانع الغزل والنسيج |
| كيماويات سامة مثل المعادن الثقيلة:الزئبق والرصاص | مصانع الصلب والطلاء بالمعادن                      |
| مواد مسببة للرغوة                                | مصانع الصابون والأصباغ                            |
| إشعاعات                                          | مصانع الطاقة النووية                              |
| غازات سامة مثل الميثان                           | مصانع تكرير البترول والاسمنت                      |

## محتويات النفايات الصناعية وآثارها
تحتوي النفايات الصناعية على العديد من المركبات الكيميائية التي تعتبر خطرا على جميع الكائنات الحية من أهم المركبات في هذه المجموعة ما يلي:
1-مركبات الهيدروجين الهيدروكربونية:
تتكون هذه المركبات في الماء أساسا باستعمال الكلور في تنقية الماء، ومن أمثلة هذه المركبات الكلوروفورم والبروموفورم وتكمن خطورة هذه المركبات في أنها قد تسبب الإصابة بسرطان القولون والمستقيم والمثانة.
2-مركبات الهيدروجين الهيدروكربونية العطرية:
وهي مركبات تستخدم في بعض الصناعات مثل صناعة الورق، أو تعتبر هذه المركبات من أخطر ملوثات التربة والماء، حيث تمثل ضررا على الإنسان والحيوانات والكائنات المائية.وهناك أيضا مركبات الكلورو فينول التي تستعمل في حفظ الأخشاب، كما يستخدم بعضها في صناعة الصابون ومزيلات الروائح الكريهة، تعتبر هذه المركبات من أخطر ملوثات الماء.
3-المعادن الثقيلة:
تعتبر المعادن الثقيلة مثل الزئبق والرصاص والزرنيخ والكادميوم والسيلنيوم، الباريوم، الكلور، الفضة، المركبات العضوية، البنزين الإيثيلي من اخطر المواد، من أهم مصادر هذه المواد مخلفات ونفايات المصانع وصهر المعادن واحتراق الفحم وعوادم السيارات والمبيدات التي تحتوي على عنصر الزرنيخ.
4- مركبات الديوكسين:
قد يؤدي تعرض البشر على المدى المتوسط لمستويات علية من الديوكسينات إلى إصابتهم بآفات جلدية، مثل العد الكلوري أو اسمرار الجلد اللطخي، واختلال وظيفة الكبد أما التعرض لتلك الديوكسينات على المدى الطويل فيؤدي إلى حدوث اختلال في الجهاز المناعي والجهازالصماوي وعرقلة تطور الجهاز العصبي والوظائف الإنجابية.
'كما تحتوي أيضا النفايات الصناعية على مواد سامة منها:
- الأكاسيد الحمضية الكبريتية مثل أكاسيد الكربون.
- أملاح الصوديوم، الكالسيوم، المغنيزيوم }.
- إشعاعات النووية.
- بقايا بترولية.
-غازات سامة مثل غاز الميثان القابل للانفجار بصورة تشكل خطورة على المباني المقامة في مواقع الدفن.
- المواد المشعة: التي تؤثر على خلايا الكائنات الحية خاصة إل ADN وقد تؤدي إلى تشوهات فورية جينية
لا تظهر إلا في الأجيال القادمة.

## آثار النفايات الصناعية
وتظهر تأثيرات هذه المواد على البيئة بشكل واضح يتمثل في:
1- يقوم الإنسان برمي النفايات الصناعية بشكل عشوائي فيعمل بذلك على تشويه المظهر الحضري وانتشارالروائح الكريهة وتساعد هذه النفايات على تكاثر الحشرات والقوارض التي تنقل الأمراض.
2- تلوث الهواء:
تستخدم الصناعات كميات كبيرة جدا من الوقود مثل الفحم وبعض الزيوت مثل: زيت البترول والغاز الطبيعى، وعند إحراق هذا الوقود ينتج عنه كميات هائلة من الغازات على هيئة دخان محمل بالرماد وبكثير من الشوائب، وتنتشر هذه الغازات في جو المدن وفي جو المناطق المحيطة بالمصانع مسببة ظواهر خطيرة من بينها الأمطار الحمضية(توقيف ظاهرة التركيب الضوئي وامتصاص بعض الأملاح المعدنية الضرورية للنبات)و الانحباس الحراري أما بالنسبة للإنسان فهي تؤدي به إلى الإصابة بأمراض خطيرة منها أمراض الجهاز التنفسى مثل الالتهاب الشعبي المزمن والربو الشعبي وانتفاخ الرئة، بجانب أنها تؤدى إلى ارتفاع نسبة إصابات الصدر والأنف وأمراض القلب والشرايين والحساسية، وإلى تدنى مستوى مقاومة الإنسان للأمراض الميكروبية.
3- تلوث المياه:
تعمل الصناعة على تلويث المجارى المائية بما تلقيه فيها من مخلفاتها ونواتجها الثانوية، سواء من السفن أو المصانع أو المياه الساخنة (التلوث الحراري)، وتؤدى بذلك إلى القضاء على الحياة في المسطحات المائية أو في بعض الحيان إلى تسمم الأسماك وبالتلي حدوث تسمم للإنسان أيضا ومن أهم أعراض هذا التسمم صداع ودوار، شعور بالتعب والإرهاق، تلف الكلى، اضطرابات شديدة في الجهاز الهضمى وقد تحدث الوفاة.
4- تلوث التربة:
يتم التخلص من النفايات الصناعية الغير قابلة للتدوير إما بالحرق أو الدفن ويترتب عن ذلك تلوث التربة ومن أهم مظاهره مايلى: عدم صلاحية التربة للزراعة، تلوث المياه الجوفية وبالتالي تهدد الغطاء النباتي محدثتا خللا في السلسلة الغذائية وزوال الغطاء النباتي يعني ظاهرة التصحر والانجراف وكذا تدهور الإنتاج والمستوى الاقتصادي.

## بعض الفحوصات للمخلفات السائلة الصناعية
تلتزم المصانع بمجموعة من التحاليل الفيزيائية والكيميائية الواجب إجرائها قبل رمي النفايات الصناعية تفاديا لتلوث البيئة وتتمثل هذه القياسات فيما يلي:
1- درجة الحرارة.
2- الرقم الهيدروجي.
3- الأكسجين الكيميائي الممتص.
4- الأكسجين الحيوي المستهلك.
5- المعادن الثقيلة بالنسبة للنسيج والصباغة، الإلكترونيات.
6- المواد الصلبة بالنسبة للأغذية، المشروبات الغازية، الإلكترونيات...

## المقاييس المسموح بها لرمي المياه الصناعية
الحد المسموح به لرمي المخلفات السائلة الصناعية مثلا هو:
-الأس الهيدروجيني يتراوح ما بين 1-2.
-العوالق الصلبة:500 ملغ/ل.
-المواد الصلبة الذاتية الكلية:200 ملغ/ل.
-الكبريتات:10 ملغ/ل.
-الفوسفات:5 ملغ/ل.
-الأمونيا:100 ملغ/ل.
-النترات:30 ملغ/ل.
-الزيوت والشحوم:100 ملغ/ل.
-الكلور المتبقي:10 ملغ/ل.

## طرق التخلص من النفايات

### طرح النفايات الصناعية في البحار والمحيطات
تقوم بعض الدول الواقعة على البحار والأنهار الكبيرة بإلقاء النفايات في هذه المصادر المائية، حيث تنقل النفايات إلى البحر بالسفن وتلقى على مسافة تبعد حوالي 25 كم من الشاطئ وقد اعتقد قديما أن هذه الطريقة من الأساليب الجيدة للتخلص من النفايات.

### الطمر الصحي
هي إحدى الطرق الحديثة لمعالجة النفايات الصلبة الصناعية حيث نقوم بحفر حفرة في الأرض يعتمد عمقها وسعتها على كمية وطبيعة النفايات الملقاة، ونقوم بتجهيز الحفرة بحيث يتم عزلها عن المياه الجوفية بطبقة عازلة من الاسمنت أو بنوع خاص من البلاستيك لتوضع فيها النفايات وترص ثم تغطى بالتراب الذي استخرج خلال عمليات الحفر.
العوامل التي تأخذ بعين الاعتبار في اختيار الموقع:
1-الظروف الهيدولوجية والمناخية ويدخل بذلك مايلي:
أ‌-الوضع الهيدرولوجي من حيث دراسة الطبقات الحاملة للمياه وحركة المياه الجوفية وتركيب الصخور كما يجب أن يكون الموقع بعيدا عن المصادر المائية السطحية) السدود، البحيرات، الأنهر (والجوفية.
ب‌-الجريان السطحي: هي المياه السطحية الجارية الناتجة عن سقوط الأمطار أو انصهار الجليد وتعتمد كمية هذه المياه على شدة سقوط المطار ونوعية التربة وكثافة الغطاء النباتي وميلان سطح الأرض، يفضل أن يكون موقع الطمر الصحي بعيدا عن مناطق الجريان السطحي نظرا لأن هذا الجريان يساهم في نقل الملوثات إلى مصادر المياه.
ت‌-معدل سقوط الأمطار: عند اختيار موقع الطمر يجب مراعاة أن تكون المنطقة ذات معدل تساقط قليلة.
ث‌-معدل التبخر: ويرتبط هذا العامل بأشعة الشمس وسرعة الرياح، فدرجات الحرارة المرتفعة والرياح السريعة ترفع من معدلات التبخر كلما زادت قيمة التبخر كلما قلت العصارة لذلك تفضل المناطق ذات التبخر العالية.
ح‌-اتجاه الرياح السائدة يجب أن يكون عكس اتجاه التجمعات السكانية
من إيجابيات هذه الطريقة:
قلة التكلفة الاقتصادية، إمكانية استيعاب كميات كبيرة من النفايات الصناعية، عدم الحاجة إلى تقنيات عالية، تعتبر تقنية مكملة لمختلف الطرق الأخرى.
ومن أبرز السلبيات:
- تسرب الغازات الملوثة للهواء وإمكانية حدوث فجوات في مواضع الطمر الصحي ومن أهم الملوثات الهوائية الناتجة عن أماكن طمر النفايات الصلبة هي الغازات مثل غاز الميثان (CH4، وغاز ثاني أكسيد الكربون.
- احتمالية تلوث مصادر المياه بالمياه العادمة الناتجة عن أماكن الطمر وتنتج هذه المياه العادمة عن تحلل المواد العضوية الموجودة في النفايات ومياه الأمطار التي تتسرب من مكان الطمر وتغسل في طريقها الملوثات العضوية وغير العضوية.

### الحرق
تعود هذه الفكرة إلى عام 1876 في بريطانيا وقد تم إنشاء أول محرقة للنفايات في ألمانيا عام 1893، حيث تستعمل لحرق النفايات الصلبة الخطرة مثل نفايات المستشفيات وبعض المصانع.
من إيجابياته:
- القضاء على الكائنات الحية المسببة للأمراض، تخفض حجم النفايات إلى 90%.
- استغلال الطاقة الحرارية الناتجة.
- لا تلوث المياه الجوفية.

سلبيات الحرق:
- يعمل على تلوث الهواء والماءو التربة من خلال الغازات السامة التي تحملها الأمطار الحمضية.
- التكلفة العالية لبناء المحطة وصيانتها وتشغيلها.
- ضرورة التخلص من بقايا عملية الحرق.

### إعادة تدويرالنفايات
بدأت فكرة التدوير في بداية السبعينات كنتيجة لعدة أسباب نذكر منها:
- استنزاف مصادر الثروة الطبيعية، ارتفاع أسعار مواد الخام والطاقة، ارتفاع مستوى التلوث، ارتفاع مستوى الوعي البيئي لدى السكان.
تعريف إعادة تدوير النفايات
أي إعادة الاستفادة من النفايات بعد تصنيعها مرة أخرى، ومن أهم النفايات القابلة للتدوير: الحديد، الألمنيوم، الورق...
إن عملية إعادة التدوير عملية مترابطة تبدأ بتجميع المواد التي بالإمكان تدويرها ثم نقوم بعملية فرزها حسب أنواعها لتصبح مواد خام صالحة للتصنيع ليتم تحويلها إلى منتجات قابلة للاستخدام.
إيجابيات إعادة تدوير النفايات
1- التقليل من تلوث البيئة.
2- المحافظة على المصادر الطبيعية.
3- تقليل الاعتماد على استيراد المواد الأولية.
4- توفير فرص صناعية جديدة وفرص عمالة مع توفير الطاقة.

## طرق الحد من النفايات
ومما لاشك فيه أن أفضل الطرق للحد من مشكلة النفايات هي التقليل من مصادرها«درهم وقاية خير من قنطار علاج» وللحد من انبعاث النفايات بأنواعها هناك عدة طرق نذكر منها:
- التحول من مصادر الطاقة الملوثة إلى المصادر الطبيعية.
- ضرورة معالجة المخلفات الصناعية قبل رميها.
- تنظيم برامج توعية وإعلام إلى مختلف قطاعات المجتمع.
- سن قوانين وتشريعات تطالب أصحاب الصناعات من إيقاف أو تخفيض نسبة نفايات خطرة من خلال فرض ضرائب عليها.